# الفبای بیبیین
الفبای بیبیین (انگلیسی: Baybayin) یک سامانه نوشتاری باستانی فیلیپین است که توسط مردم تاگالوگ مورد استفاده قرار می گیرد.